# يوجين شادبورن
يوجين شادبورن (بالإنجليزية: Eugene Chadbourne)‏ هو صحفي وملحن وعازف قيثارة أمريكي، ولد في 4 يناير 1954 في ماونت فيرنون في الولايات المتحدة.

## وصلات خارجية
- الموقع الرسمي
- يوجين شادبورن على موقع ميوزك برينز (الإنجليزية)
- يوجين شادبورن على موقع إن إن دي بي (الإنجليزية)
- يوجين شادبورن على موقع أول ميوزيك (الإنجليزية)
- يوجين شادبورن على موقع ديسكوغز (الإنجليزية)